# Dianthidium arizonicum
Dianthidium arizonicum är en biart som beskrevs av Sievert Allen Rohwer 1916. Dianthidium arizonicum ingår i släktet Dianthidium och familjen buksamlarbin. Inga underarter finns listade i Catalogue of Life.